# 也速真
也速真（イェスジン）は、高麗の第26代王・忠宣王の妃。モンゴル人であったが、モンゴル（元）の皇族ではなかった。
高麗の第27代王・忠粛王を生んだ。没後に懿妃を贈位された。

## 家族
- 父：不明
- 母：不明
- 夫：忠宣王
  - 子：王鑑
  - 子：忠粛王